# Лангдон (Нью-Гемпшир)
Лангдон (англ. Langdon) — місто (англ. town) в США, в окрузі Салліван штату Нью-Гемпшир. Населення — 651 особа (2020).

## Демографія
Згідно з переписом 2010 року, у місті мешкало 688 осіб у 282 домогосподарствах у складі 202 родин. Було 306 помешкань
Расовий склад населення:
| - 98,7 % — білих - 0,4 % — корінних американців - 0,3 % — азіатів - 0,1 % — чорних або афроамериканців |

До двох чи більше рас належало 0,3 %. Частка іспаномовних становила 1,6 % від усіх жителів.
За віковим діапазоном населення розподілялося таким чином: 21,9 % — особи молодші 18 років, 60,7 % — особи у віці 18—64 років, 17,4 % — особи у віці 65 років та старші. Медіана віку мешканця становила 45,5 року. На 100 осіб жіночої статі у місті припадало 100,6 чоловіків;  на 100 жінок у віці від 18 років та старших — 100,4 чоловіків також старших 18 років.
Середній дохід на одне домашнє господарство  становив 99 139 доларів США (медіана — 82 778), а середній дохід на одну сім'ю — 112 357 доларів (медіана — 89 500). Медіана доходів становила 53 125 доларів для чоловіків та 43 750 доларів для жінок. За межею бідності перебувало 8,2 % осіб, у тому числі 11,2 % дітей у віці до 18 років та 7,6 % осіб у віці 65 років та старших.
Цивільне працевлаштоване населення становило 451 особа. Основні галузі зайнятості: освіта, охорона здоров'я та соціальна допомога — 33,7 %, виробництво — 13,1 %, роздрібна торгівля — 11,5 %.